# Marzena Kryszkiewicz
Marzena Bogumiła Kryszkiewicz (ur. 23 lipca 1964 w Warszawie) – polska informatyk, profesor nauk technicznych, specjalizująca się w bazach wiedzy i systemach informacyjnych.

## Życiorys
Córka Wincentego Kryszkiewicza i Zofii z domu Chacińskiej. W 1983 ukończyła VIII Liceum Ogólnokształcące im. Władysława IV w Warszawie, a w 1988 została magistrem informatyki na Wydziale Elektroniki Politechniki Warszawskiej. Doktoryzowała się w 1995, pisząc pracę pt. Algorytmy redukcji wiedzy w systemach informacyjnych pod kierunkiem Henryka Rybińskiego, natomiast habilitację z informatyki uzyskała w 2003 na podstawie rozprawy pt. Concise Representations of Frequent Patterns and Association Rules. Tytuł profesora otrzymała w 2013.
Na Wydziale Elektroniki i Technik Informacyjnych PW w Instytucie Informatyki pracuje od 1988, w tym od 2006 na stanowisku profesora. Od 2004 do 2005 zasiadała w Komisji Dziekana Wydziału Elektroniki i Technik Informacyjnych PW ds. Jakości Kształcenia, natomiast w kadencji 2005-2008 pełniła funkcję prodziekana ds. nauczania na tymże wydziale. W 2009 została kierowniczką Zakładu Systemów Informacyjnych PW. Kilkakrotnie uczestniczyła w programach współpracy Wydziału Elektroniki i Technik Informacyjnych PW z innymi uczelniami w Europie. Została członkinią rady naukowej Instytutu Podstaw Informatyki PAN w kadencjach 2015-2018 oraz 2019-2022.

## Działalność naukowa
W swojej działalności naukowej skupiła się na bazach wiedzy, w szczególności odkrywaniu wiedzy, eksploracji danych i tekstu, jak również na systemach informacyjnych oraz metodach reprezentacji wiedzy. Prowadziła badania związane z teorią zbiorów przybliżonych oraz wyznaczaniem i reprezentowaniem wzorców częstych i reguł asocjacyjnych. Publikowała prace w czasopismach, takich jak „Information sciences”, „International journal of intelligent systems” czy „Rough Sets in Knowledge Discovery” oraz recenzowała artykuły zgłaszane do szeregu czasopism naukowych. Należała do komitetów programowych licznych konferencji, współtworzyła także materiały konferencyjne.
Była kilkakrotnie nagradzana przez rektora PW, natomiast w 2017 została odznaczona Medalem Komisji Edukacji Narodowej.